# Танасоглу Микола Георгійович
Микола Георгійович Танасоглу (гаг. Nikolay Tanasoglu; 1895—1970) — гагаузький письменник і педагог.

## Біографія
Микола Танасоглу народився в 1895 році в селі Кірієт-Лунга (нині автономне територіальне утворення Гагаузія, Молдова). Після закінчення школи в рідному селі вступив до Комратського реального училища, яке закінчив у 1917 році. З 1918 року займався викладацькою діяльністю. Після приходу радянської влади у 1940 році призначений директором школи. Після румунської окупації в 1941 році відсторонений від педагогічної діяльності, і повернувся до викладання після повернення радянської влади в 1944 році, знову ставши директором школи. За активну роботу по ліквідації неписьменності в своєму селі обраний делегатом на I Республіканський з'їзд учителів.
Літературну діяльність почав у кінці 1940-х років. Писав казки, легенди, балади за мотивами гагаузького фольклору. У 1950-х років у газетах друкувалися його вірші. У збірник «Буджактан сесляр» («Буджацького голосу») увійшли три його віршовані твори. Після смерті Миколи Танасоглу в 1970 році виданий його літературний збірник «Буджак, Буджак...», що розповідає про життя села на початку XX століття.
Микола Танасоглу був одним з піонерів шкільного навчання гагаузькою мовою. У 1958-1962 роках брав участь у підготовці і публікації перших гагаузьких підручників. Перекладав на гагаузьку мову класичні твори російської та румунської літератури.
В останні роки займався складанням гагаузького словника, але ця робота залишилася незакінченою.

## Пам'ять
З 1993 ім'я Миколи Танасоглу носить одна з центральних вулиць міста Чадир-Лунга.